# La Libertad (Pontevedra)
La Libertad, subtitulat en principi Órgano del Partido Republicano de la Provincia i més tard Semanario Republicano Radical fou un setmanari editat a Pontevedra entre 1906 i 1931.
Continuà la línia de La Acción. Aparegué el 5 de març de 1906. D'orientació republicana lerrouxista, el diari es qualificava com a defensor del sistema republicà i de l'estructuració federal de l'Estat. Foren els seus directors Celestino Poza Cobas, José Juncal Verdulla (1907), Joaquín Poza Cobas (des de 1908) i Joaquín Poza Juncal (en les últimes èpoques). A partir d'octubre de 1908 apareix com a propietari Joaquín Poza Cobas, que ja era el seu administrador en 1907. Entre els seus col·laboradors figurava Eusebio Alonso Vieites. El periòdic s'imprimia a la impremta de Joaquín Poza Cobas, i tenia un tiratge de 500 exemplars.